# Departamentul Lope
Departamentul Lope este un departament din provincia Ogooué-Ivindo  din Gabon. Reședința sa este orașul Booue.